# 6175 Cori
6175 Cori este un asteroid din centura principală de asteroizi.

## Descriere
6175 Cori este un asteroid din centura principală de asteroizi. A fost descoperit pe 4 decembrie 1983 la Observatorul Kleť de Antonín Mrkos. Asteroidul prezintă o orbită caracterizată de o semiaxă mare de 3,19 ua, o excentricitate de 0,21 și o înclinație de 0,4° în raport cu ecliptica.